# Vans

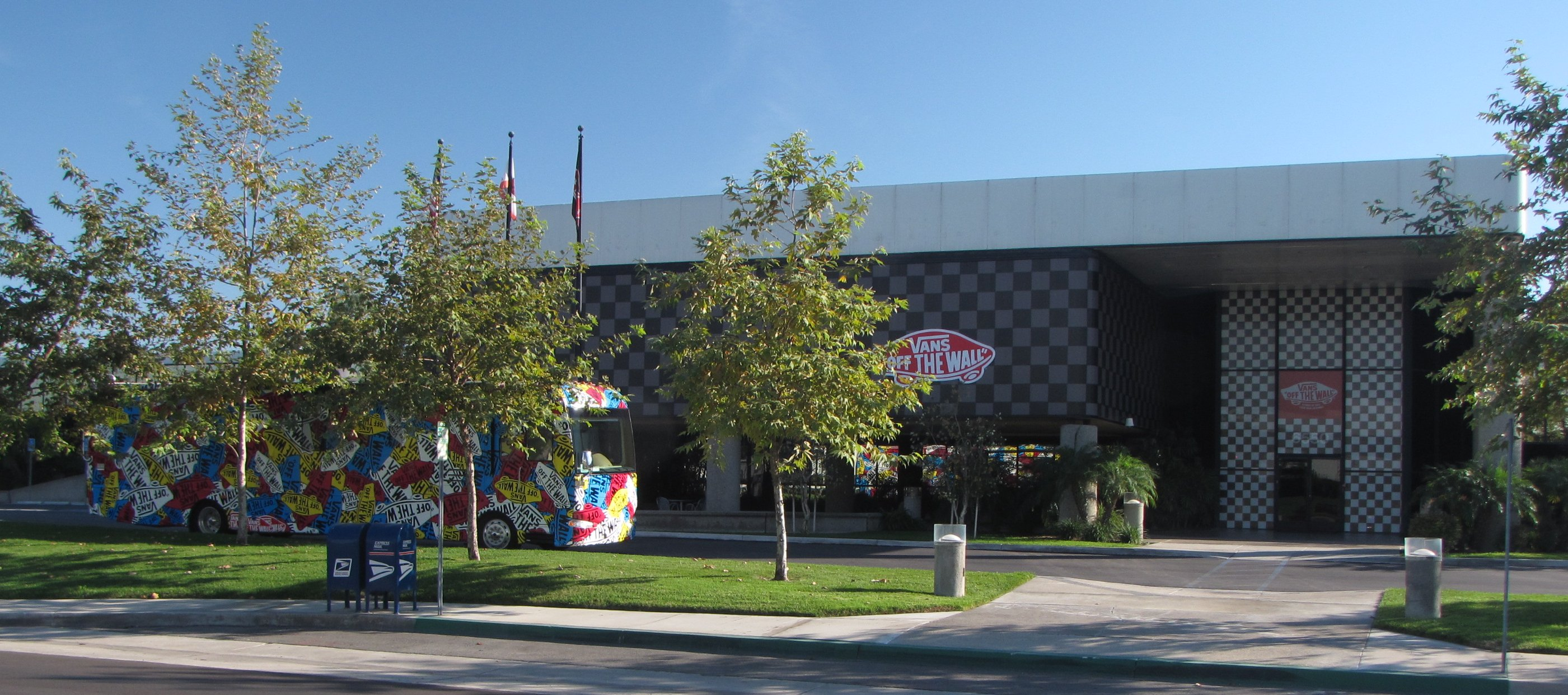
Vans-Hauptquartier in Cypress

Vans (ursprünglich: Van Doren Rubber Company) ist ein US-amerikanischer Sportschuh-Hersteller, der Produkte für Sportarten wie Skateboarden, Snowboarden, Surfen und BMX herstellt.

## Geschichte
Am 16. März 1966 eröffnete Paul Van Doren (1930–2021) mit seinen Partnern James Van Doren (1939–2011), Gordy Lee und Serge D’Elia in Anaheim (Kalifornien, USA) den ersten Vans Shop. Paul Van Doren war bis 1988 Geschäftsführer seines Unternehmens, seine Kinder sind noch heute im Management bei Vans.
Nach einem Konkurs im Jahr 1984 und dem Verkauf der Marke an McCown De Leeuw & Co. im Jahr 1989 wurde Vans 2004 für 396 Mio. Dollar an die VF Corporation verkauft.

## Produkte
Der Hi-Top oder heute Sk8-Hi war 1966 angeblich weltweit der erste Schuh, der speziell zum Skateboarden konzipiert war. Heute wird er in wechselnden Farb- und Mustervarianten hergestellt. Das Waffelmuster der Sohle ist dabei dem Modell von 1966 nachempfunden.
1976 brachte das Unternehmen den ersten Schuh mit zwei Farben (rot und blau) auf den Markt. Das Design stammte von den zu diesem Zeitpunkt aufsteigenden Skateboardern Stacy Peralta und Tony Alva, welche den Z-Boys angehörten.
Zu den bekanntesten Modellen von Vans gehören auch der Vans Slip-On, ein Low-Top ohne Schnürsenkel, sowie der Vans Old Skool, ein Low-Top mit Schnürsenkel und einem seitlichen, geschwungenen Streifen.
Heute betreibt Vans ein Vertriebsnetz, das sich über 50 Staaten der USA und 190 eigene Vans-Stores erstreckt.
Unter der Marke Pro-Tec verkauft Vans Helme und Schutzausrüstung.

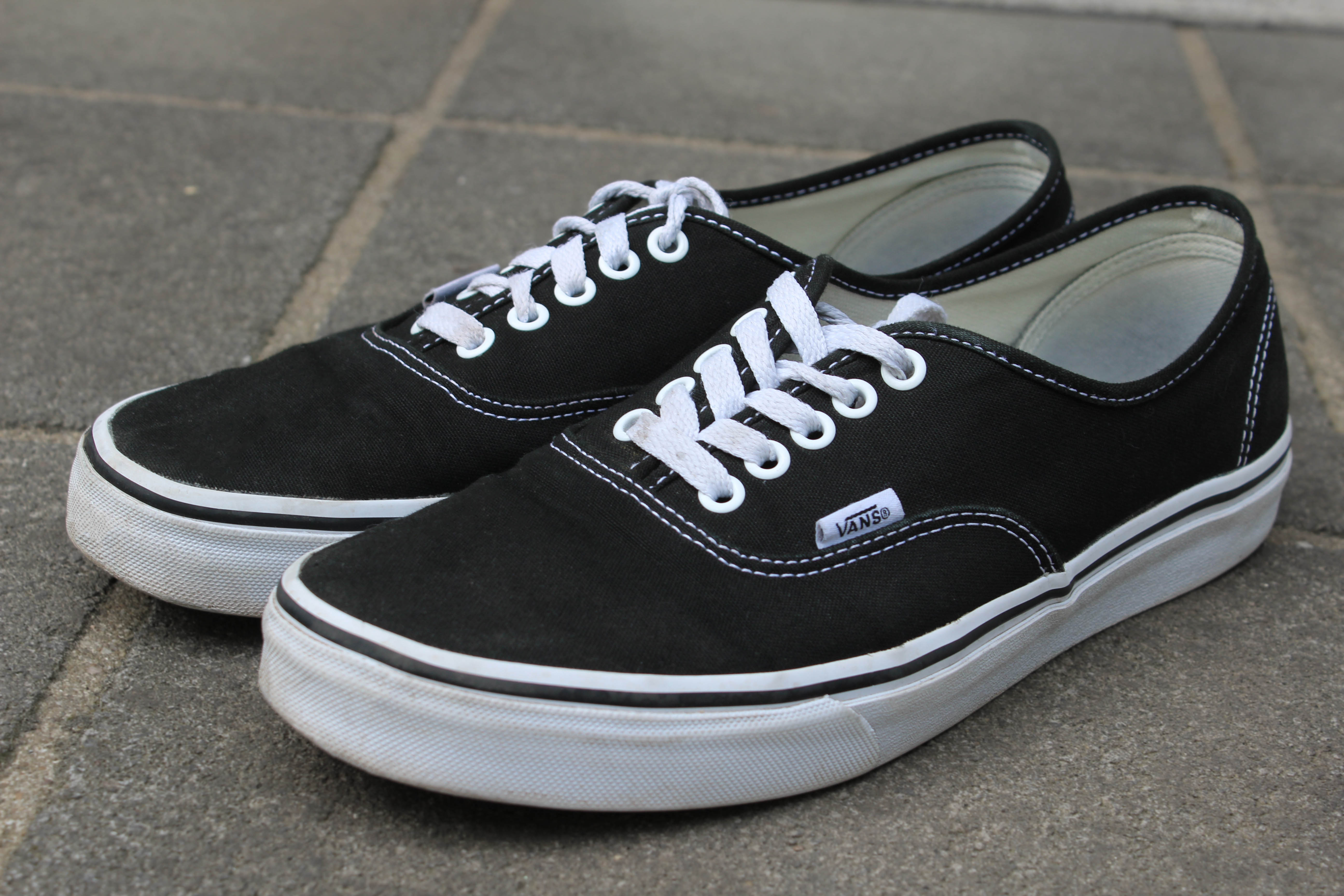
Die Vans Authentic in schwarz
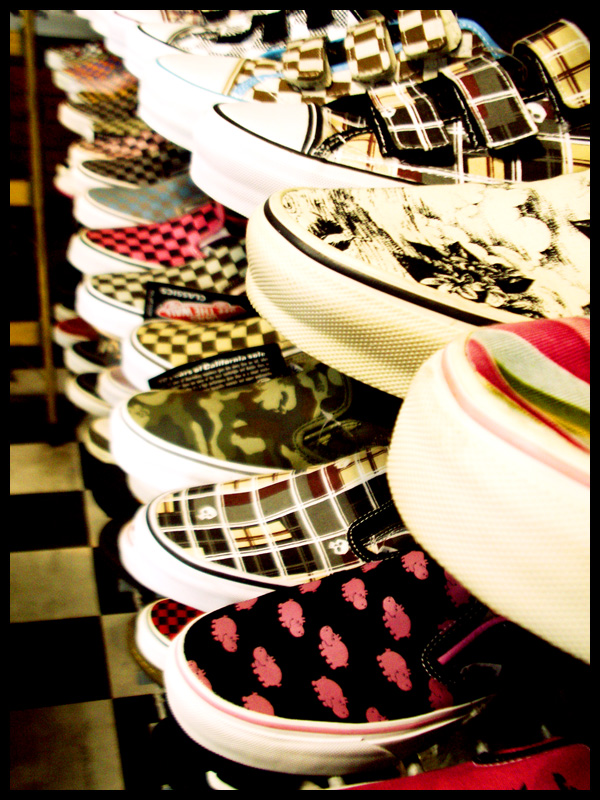
Verschiedene Vans-Schuhmodelle
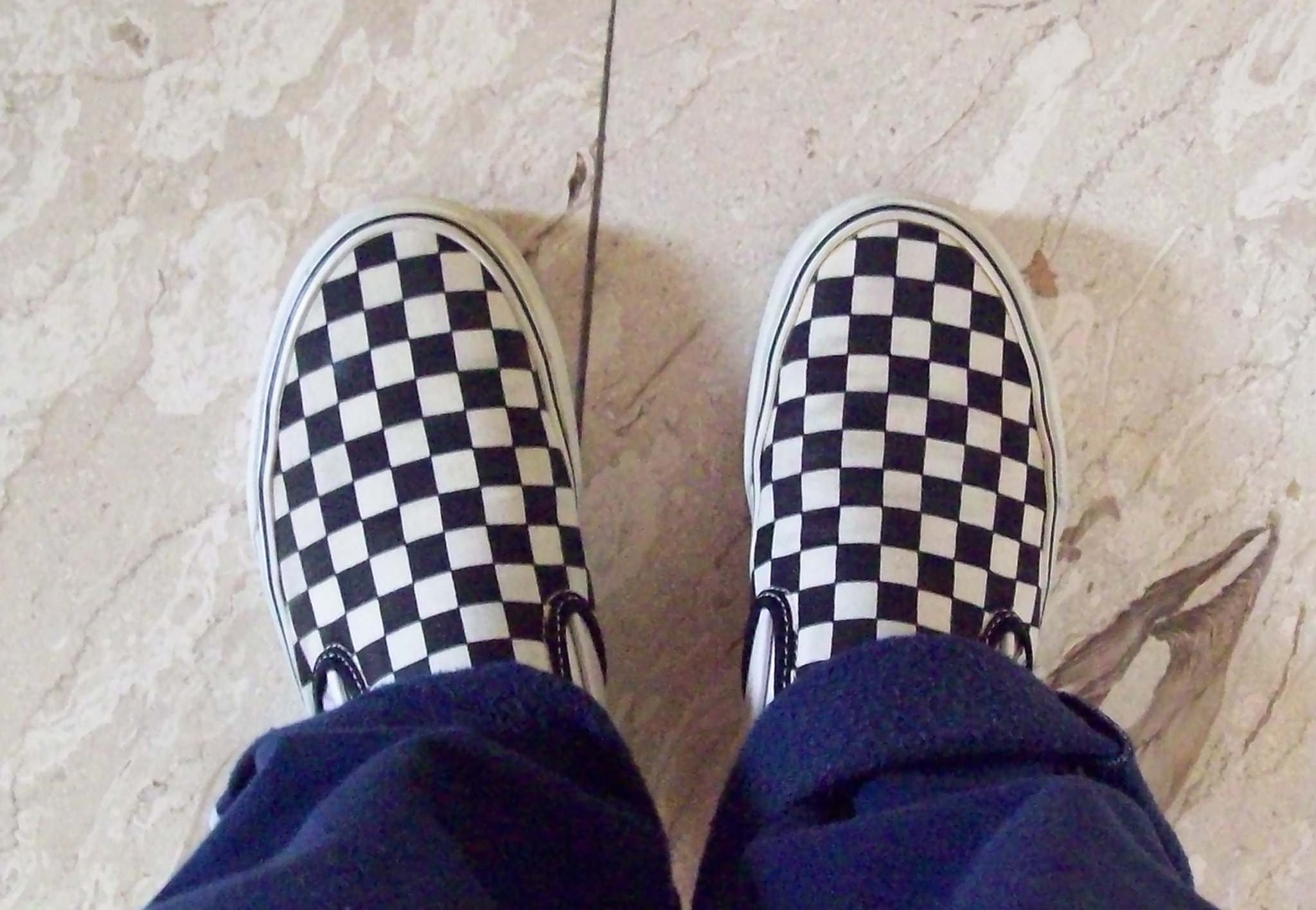
Slip-On mit Schachbrettmuster
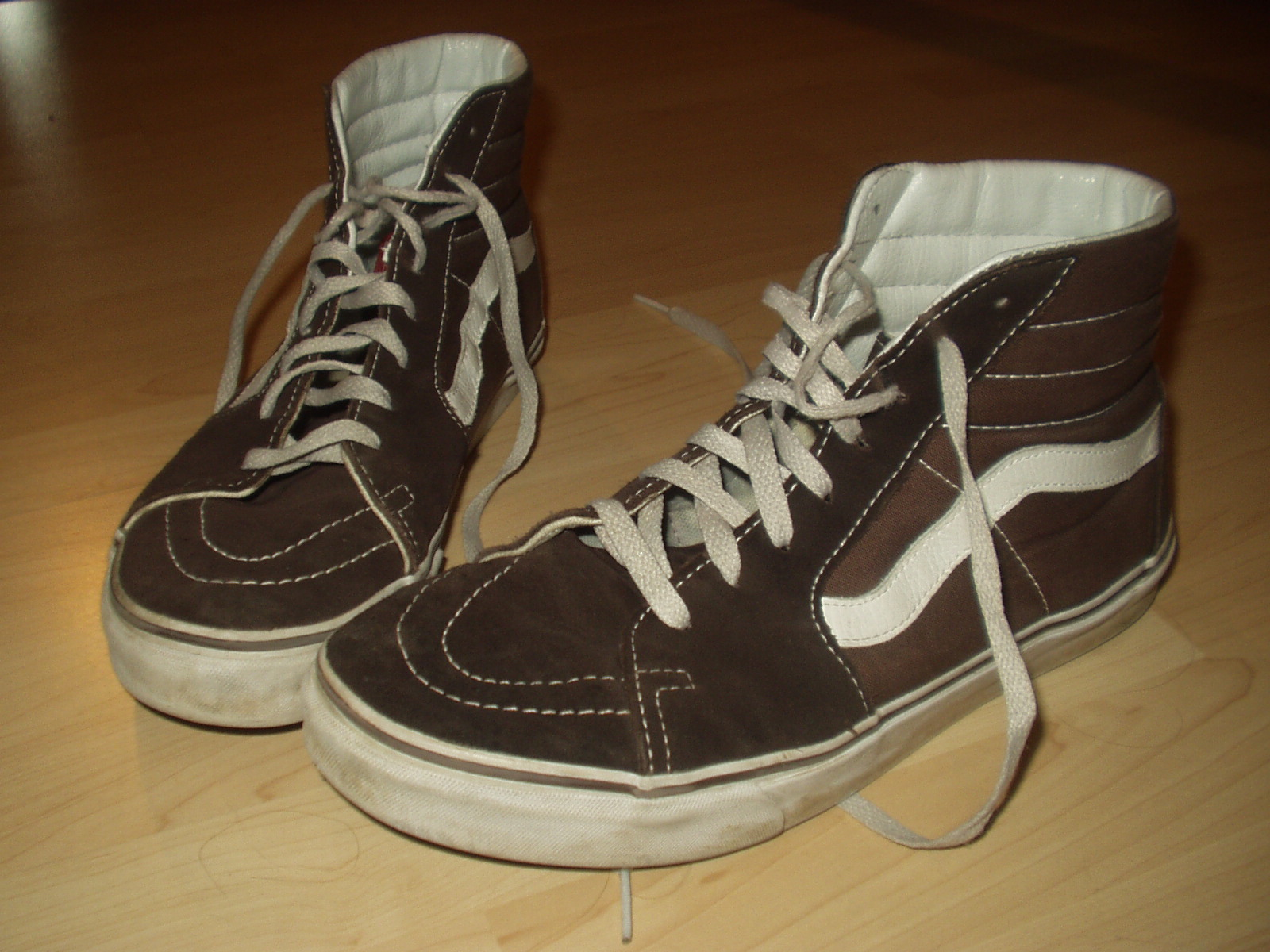
Sk8-Hi
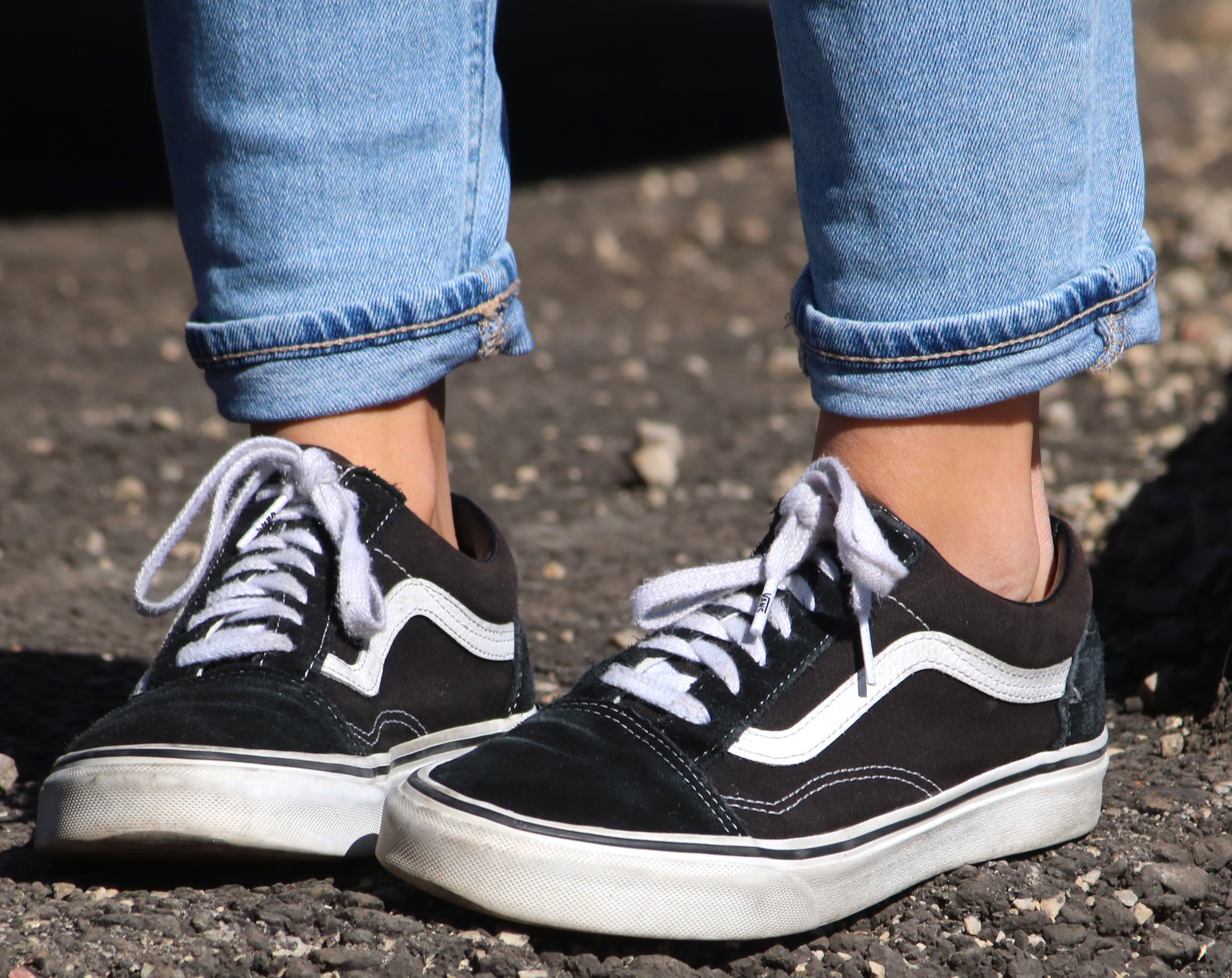
Vans Old Skool